# Jack Connolly
Pour les articles homonymes, voir Connolly.
Jack Connolly (né le 15 août 1989 à Duluth, État du Minnesota) est un joueur professionnel américain de hockey sur glace. Il évolue au poste de centre. Il est le frère du joueur Chris Connolly.

## Carrière en club
En 2007, il commence sa carrière junior avec le Stampede de Sioux Falls dans l'USHL. Un an plus tard, il est recruté par Bulldogs de Minnesota-Duluthdans le championnat NCAA. L'équipe remporte le Frozen Four 2011. Il joue quatre saisons dans la Western Collegiate Hockey Association. Il est capitaine des Bulldogs en 2011-2012. Il passe professionnel avec le Färjestads BK dans l'Elitserien.

## Trophées et honneurs personnels

### USA hockey
- 2007-2008 : remporte le Trophée Dave Tyler du meilleur junior de la saison.

### USHL
- 2007-2008 : termine meilleur pointeur.
- 2007-2008 : nommé recrue de la saison.
- 2007-2008 : nommé dans l'équipe des recrues.
- 2007-2008 : nommé dans la première équipe d'étoiles.

### WCHA
- 2010 : nommé dans la première équipe d'étoiles.
- 2011 : nommé dans la première équipe d'étoiles.
- 2012 : nommé dans la première équipe d'étoiles.
- 2012 : termine meilleur pointeur.
- 2012 : nommé joueur de la saison.

### NCAA
- 2010 : nommé dans la deuxième équipe d'étoiles All-American.
- 2011 : finaliste pour le Trophée Hobey Baker.
- 2011 : nommé dans la première équipe d'étoiles All-American.
- 2012 : nommé dans la première équipe d'étoiles All-American.
- 2012 : remporte le Trophée Hobey Baker.

## Statistiques
| Saison    | Équipe                       | Ligue       |                   | Saison régulière  | Saison régulière  | Saison régulière  | Saison régulière  | Saison régulière  |                   | Séries éliminatoires | Séries éliminatoires | Séries éliminatoires | Séries éliminatoires | Séries éliminatoires |
| Saison    | Équipe                       | Ligue       | PJ                | B                 | A                 | Pts               | Pun               | PJ                | B                 | A                    | Pts                  | Pun                  |                      |                      |
| 2007-2008 | Stampede de Sioux Falls      | USHL        | 58                | 26                | 46                | 72                | 30                | 3                 | 0                 | 3                    | 3                    | 0                    |                      |                      |
| 2008-2009 | Bulldogs de Minnesota-Duluth | WCHA        | 43                | 10                | 19                | 29                | 47                | -                 | -                 | -                    | -                    | -                    |                      |                      |
| 2009-2010 | Bulldogs de Minnesota-Duluth | WCHA        | 40                | 18                | 31                | 49                | 47                | -                 | -                 | -                    | -                    | -                    |                      |                      |
| 2010-2011 | Bulldogs de Minnesota-Duluth | WCHA        | 42                | 18                | 41                | 59                | 34                | -                 | -                 | -                    | -                    | -                    |                      |                      |
| 2011-2012 | Bulldogs de Minnesota-Duluth | WCHA        | 41                | 20                | 40                | 60                | 28                | -                 | -                 | -                    | -                    | -                    |                      |                      |
| 2012      | Färjestads BK                | TE          | 7                 | 3                 | 8                 | 11                | 4                 | -                 | -                 | -                    | -                    | -                    |                      |                      |
| 2012-2013 | Färjestads BK                | Elitserien  | 34                | 8                 | 11                | 19                | 16                | 10                | 0                 | 5                    | 5                    | 4                    |                      |                      |
| 2013-2014 | Färjestads BK                | SHL         | 55                | 11                | 12                | 23                | 45                | 14                | 1                 | 2                    | 3                    | 2                    |                      |                      |
| 2014-2015 | Leksands IF                  | SHL         | 8                 | 0                 | 0                 | 0                 | 2                 | -                 | -                 | -                    | -                    | -                    |                      |                      |
| 2014-2015 | Rögle BK                     | Allsvenskan | 40                | 6                 | 24                | 30                | 8                 | 10                | 1                 | 5                    | 6                    | 2                    |                      |                      |
| 2015-2016 | Rögle BK                     | SHL         | 50                | 9                 | 28                | 37                | 14                | -                 | -                 | -                    | -                    | -                    |                      |                      |
| 2016-2017 | Rögle BK                     | SHL         | 52                | 4                 | 24                | 28                | 16                | 4                 | 1                 | 2                    | 3                    | 0                    |                      |                      |
| 2017-2018 | Rögle BK                     | SHL         | 52                | 5                 | 14                | 19                | 6                 | -                 | -                 | -                    | -                    | -                    |                      |                      |
| 2018-2019 | Luleå HF                     | SHL         | 52                | 16                | 19                | 35                | 26                | 10                | 1                 | 5                    | 6                    | 2                    |                      |                      |
| 2019-2020 | Luleå HF                     | SHL         | 52                | 5                 | 19                | 24                | 3                 | -                 | -                 | -                    | -                    | -                    |                      |                      |
| 2020-2021 | Luleå HF                     | SHL         | 52                | 10                | 20                | 30                | 16                | 7                 | 0                 | 3                    | 3                    | 2                    |                      |                      |
| 2021-2022 | Luleå HF                     | SHL         | 35                | 10                | 7                 | 17                | 16                | 17                | 4                 | 5                    | 9                    | 4                    |                      |                      |
| 2022-2023 | Luleå HF                     | SHL         | 51                | 5                 | 21                | 26                | 14                | 10                | 1                 | 1                    | 2                    | 4                    |                      |                      |
| 2023-2024 | Luleå HF                     | SHL         | Saison en cours ? | Saison en cours ? | Saison en cours ? | Saison en cours ? | Saison en cours ? | Saison en cours ? | Saison en cours ? | Saison en cours ?    | Saison en cours ?    | Saison en cours ?    |                      |                      |